# Teatr 13 Rzędów w Opolu
Teatr 13 Rzędów (funkcjonujący od 1 marca 1962 roku pod nazwą: Teatr-Laboratorium 13 Rzędów) – scena kameralna działająca przy Domu Związków Twórczych w Opolu w latach 1958–1965. Teatr 13 Rzędów założyła dwójka aktorów przedwojennej Reduty – Stanisława Łopuszańska-Ławska oraz Eugeniusz Ławski – jednak jest on najbardziej kojarzony z działalnością Jerzego Grotowskiego, który objął posadę kierownika artystycznego Teatru w 1959 roku.

## Historia
Teatr 13 Rzędów mieścił się w jednej z kamienic przy opolskim Rynku. Dysponował salą o powierzchni 72 m², w której znajdowało się około 116 miejsc ustawionych w trzynastu rzędach, od których pochodzi nazwa instytucji.
Oficjalna inauguracja działalności teatru miała miejsce 16 maja 1958 roku, kiedy odbyła się premiera Freuda teorii snów Antoniego Cwojdzińskiego w reżyserii Ławskich. Jesienią tego samego roku Jerzy Grotowski zrealizował tam spektakl Pechowcy Jerzego Krzysztonia. Wiosną 1959 roku teatr dotknął głęboki kryzys finansowo-artystyczny, w wyniku którego zespół zawiesił pracę, a małżeństwo Ławskich zrezygnowało z prowadzenia teatru. Nowymi kierownikami, powołanymi na przełomie maja i czerwca 1959 roku, zostali Grotowski (kierownik artystyczny) i Ludwik Flaszen (kierownik literacki). Stworzyli oni niemal całkowicie nowy zespół, w którym znaleźli się głównie młodzi aktorzy, przede wszystkim absolwenci krakowskiej PWST. Przez cały okres działalności skład zespołu ulegał licznym zmianom. Od 1960 roku stałym współpracownikiem Teatru stał się Jerzy Gurawski, architekt i twórca przestrzeni spektakli.
W latach 60. Teatr 13 Rzędów stał się jedną z najważniejszych scen teatralnych w Polsce, zdobywając międzynarodowy rozgłos, który zaowocował okazjonalnymi występami za granicą. W 1962 roku do nazwy teatru dodano „laboratorium”, co wiązało się z rozwijaniem przez zespół idei Grotowskiego związanymi z pracą aktorską i sceniczną. Zarzucany teatrowi „elitaryzm”, kontrowersje związane z poszczególnymi spektaklami oraz niechęć środowiska opolskiego i władz PZPR przyczyniły się do przeprowadzki zespołu Grotowskiego w styczniu 1965 roku do Wrocławia, gdzie kontynuował on działalność pod nazwą Teatru Laboratorium w budynku pod adresem Rynek-Ratusz 27, gdzie obecnie mieści się siedziba Instytutu im. Jerzego Grotowskiego.

## Program
Pod kierownictwem Grotowskiego Teatr 13 Rzędów realizował awangardowy kierunek, zmierzając w stronę nowego kształtu sztuki teatralnej. Pierwszym spektaklem przygotowanym przez nowy zespół teatru był Orfeusz według Jeana Cocteau, otwierający sezon 1959/1960. Kolejnymi realizacjami w reżyserii Grotowskiego były Kain George’a Byrona (1959), Misterium buffo wg Włodzimierza Majakowskiego, Siakuntala wg Kalidasy (1960), Dziady wg Adama Mickiewicza (1961), Kordian wg Juliusza Słowackiego, Akropolis wg Stanisława Wyspiańskiego (1962), Tragiczne dzieje doktora Fausta wg Christophera Marlowe’a (1963) oraz Studium o Hamlecie wg Williama Shakespeare’a i Stanisława Wyspiańskiego (1964). Spektakle te można uznać za kolejne etapy rozwoju artystycznego Grotowskiego i jego zespołu. Akropolis, Tragiczne dzieje doktora Fausta oraz Studium o Hamlecie uznaje się za spełnienie artystycznych idei Grotowskiego na tym etapie twórczości. W Teatrze 13 Rzędów sporadycznie wystawiano również spektakle w reżyserii innych artystów, np. Idiotę Waldemara Krygiera.